# Ángel Piqueras
Ángel Piqueras García (Ayora, Valencia, 1 de diciembre de 2006), es un piloto español de motociclismo. En 2023 ganó la Red Bull MotoGP Rookies Cup y el Campeonato del Mundo de JuniorGP. Desde 2024 compite en el Campeonato del Mundo de Motociclismo de Moto3, en 2025 con el equipo MT Helmets - MSi.

## Biografía

### Inicios
Ángel Piqueras creció en una familia de moteros, su padre solía ser piloto de motocross. A los 4 años condujo por primera vez una motocicleta. Comenzó su carrera profesional en 2013 en la Copa de España de Minibikes. Luego compitió en varios campeonatos regionales durante varios años. En 2020 y 2021 participó en la European Talent Cup, quedando 6° y 7°.
Para la temporada 2022, pasó a la Red Bull MotoGP Rookies Cup y terminó 4° en la clasificación general con 3 victorias en carreras.
En 2023, ganó el campeonato cómodamente con 9 victorias, cuatro segundos lugares y un 4° lugar en 14 carreras. Con sus 9 victorias en una temporada, también estableció un nuevo récord para esta serie de carreras. Además, como en el año anterior, también tomó parte en el campeonato español JuniorGP Moto3(en el equipo Estrella Galicia 0,0). Allí también ganó el campeonato anticipadamente. Ganó 4 de 12 carreras y subió al podio 5 veces más. En ambas series sucedió a su excompañero de equipo y ganador del año anterior José Antonio Rueda.

### 2024
En 2024 debutó en el Mundial de Motociclismo, siendo contratado por el equipo Leopard Racing en Moto3, teniendo como compañero de equipo a su compatriota Adrián Fernández. En la primera carrera de Qatar, terminó en la 12° posición, sumando los primeros puntos de su carrera. Tras un abandono en Portugal, consiguió su primer podio en el siguiente Gran Premio de las Américas terminando la carrera 3°.
Su temporada continuó con 4 finales consecutivos en los puntos y el 29 de junio, en Assen, logró su primera Pole Position, terminando luego 8° el Gran Premio. El 8 de septiembre, tras salir desde la cuarta posición de la parrilla, a pesar de tener que cumplir 2 penalizaciones de vuelta larga, con tan solo 17 años ganó el Gran Premio de Misano Marco Simoncelli, la 1.ª victoria de su carrera y la 1.ª de la temporada para Honda.
Dos semanas más tarde, siempre en el Circuito Mundial de Misano, volvió a subir al podio en el Gran Premio de Emilia-Romaña, esta vez en segunda posición, terminando por detrás de David Alonso. Regresó al podio en la última carrera del Gran Premio Solidario terminando en 3° posición. Terminó su primer año en el campeonato mundial, con 153 puntos en el 8° lugar de la clasificación, además de ganar el premio al Novato del Año.

## Resultados

### Red Bull MotoGP Rookies Cup
(Carreras en negrita indica pole position, carreras en cursiva indica vuelta rápida)
| Temp. | 1       | 2       | 3     | 4     | 5     | 6     | 7       | 8     | 9     | 10    | 11    | 12    | 13    | 14    | Pts. | Pos. |
| ----- | ------- | ------- | ----- | ----- | ----- | ----- | ------- | ----- | ----- | ----- | ----- | ----- | ----- | ----- | ---- | ---- |
| 2022  | POR Ret | POR DNS | JER 2 | JER 6 | MUG 4 | MUG 8 | SAC Ret | SAC 1 | RBR 1 | RBR 3 | ARA 5 | ARA 3 | VAL 2 | VAL 2 | 184  | 4.°  |
| 2023  | POR 1   | POR 1   | JER 1 | JER 2 | LEM 1 | LEM 1 | MUG 4   | MUG 2 | ASS 1 | ASS 1 | RBR 2 | RBR 1 | MIS 2 | MIS 1 | 318  | 1.º  |

### FIM JuniorGP World Championship
(Carreras en negrita indica pole position, carreras en cursiva indica vuelta rápida)
| Temp. | Moto  | 1     | 2     | 3     | 4     | 5     | 6     | 7     | 8     | 9     | 10    | 11    | 12    | Pts. | Pos. |
| ----- | ----- | ----- | ----- | ----- | ----- | ----- | ----- | ----- | ----- | ----- | ----- | ----- | ----- | ---- | ---- |
| 2023  | Honda | EST 2 | VAL 1 | VAL 1 | JER 1 | JER 3 | POR 7 | POR 2 | BAR 3 | BAR 6 | ARA 1 | VAL 3 | VAL 4 | 220  | 1.º  |

### Campeonato del Mundo de Motociclismo
Sistema de puntuación de 1993 hasta 2022:
| Posición | 1.º | 2.º | 3.º | 4.º | 5.º | 6.º | 7.º | 8.º | 9.º | 10.º | 11.º | 12.º | 13.º | 14.º | 15.º |
| Puntos   | 25  | 20  | 16  | 13  | 11  | 10  | 9   | 8   | 7   | 6    | 5    | 4    | 3    | 2    | 1    |

Sistema de puntuación desde 2023 en adelante:
| Posición       | 1.º | 2.º | 3.º | 4.º | 5.º | 6.º | 7.º | 8.º | 9.º | 10.º | 11.º | 12.º | 13.º | 14.º | 15.º |
| Puntos         | 25  | 20  | 16  | 13  | 11  | 10  | 9   | 8   | 7   | 6    | 5    | 4    | 3    | 2    | 1    |
| Carrera sprint | 12  | 9   | 7   | 6   | 5   | 4   | 3   | 2   | 1   |      |      |      |      |      |      |

#### Por categoría
| Cat.  | Temporadas    | 1.er Gran Premio | 1.er Podio    | 1.ª Victoria    | Carreras | Victorias | Podios | Poles | V.Ráp. | Pts. | CM |
| ----- | ------------- | ---------------- | ------------- | --------------- | -------- | --------- | ------ | ----- | ------ | ---- | -- |
| Moto3 | 2024-presente | Catar 2024       | Américas 2024 | San Marino 2024 | 20       | 1         | 4      | 1     | 1      | 153  | 0  |
| Total | 2024–Presente | 2024–Presente    | 2024–Presente | 2024–Presente   | 20       | 1         | 4      | 1     | 1      | 153  | 0  |

#### Por temporada
| Temp. | Cat.  | Moto  | Equipo           | Carreras | Victorias | Podios | Poles | V.Ráp. | Pts. | Pos |
| ----- | ----- | ----- | ---------------- | -------- | --------- | ------ | ----- | ------ | ---- | --- |
| 2024  | Moto3 | Honda | Leopard Racing   | 20       | 1         | 4      | 1     | 1      | 153  | 8.° |
| 2025  | Moto3 | KTM   | MT Helmets - MSi |          |           |        |       |        | *    | *   |
| Total | Total | Total | Total            | 20       | 1         | 4      | 1     | 1      | 153  |     |

- * Temporada en curso.

#### Carreras por año
| Año  | Cat.  | Moto  | 1      | 2       | 3     | 4      | 5      | 6       | 7       | 8     | 9     | 10      | 11    | 12      | 13    | 14    | 15    | 16      | 17     | 18      | 19      | 20    | 21  | 22  | Pos. | Pts. |
| ---- | ----- | ----- | ------ | ------- | ----- | ------ | ------ | ------- | ------- | ----- | ----- | ------- | ----- | ------- | ----- | ----- | ----- | ------- | ------ | ------- | ------- | ----- | --- | --- | ---- | ---- |
| 2024 | Moto3 | Honda | QAT 12 | POR Ret | AME 3 | SPA 10 | FRA 10 | CAT 12  | ITA 11  | NED 8 | GER 5 | GBR Ret | AUT 4 | ARA Ret | RSM 1 | ERM 2 | INA 4 | JPN Ret | AUS 10 | THA Ret | MAL Ret | SLD 3 |     |     | 8.°  | 153  |
| 2025 | Moto3 | KTM   | THA 12 | ARG 1   | AME 4 | QAT 1  | SPA 2  | FRA Ret | GBR Ret | ARA 6 | ITA 7 | NED 5   | GER 4 | CZE 4   | AUT 1 | HUN   | CAT   | RSM     | JPN    | INA     | AUS     | MAL   | POR | VAL | 2.°  | 168  |

| Color     | Resultado                                                               |
| --------- | ----------------------------------------------------------------------- |
| Oro       | Ganador                                                                 |
| Plata     | 2.ª plaza                                                               |
| Bronce    | 3.ª plaza                                                               |
| Verde     | Finalizó en los puntos                                                  |
| Azul      | Finalizó sin puntos                                                     |
| Azul      | NC - No clasificado                                                     |
| Violeta   | Ret - No terminó (Carrera)                                              |
| Rojo      | DNQ - No se clasificó                                                   |
| Negro     | DSQ - Descalificado                                                     |
| Blanco    | DNS - No empezó (carrera)                                               |
| Blanco    | WD - Retirado (fin de semana)                                           |
| Blanco    | C - Carrera cancelada                                                   |
| Sin color | DNP - Inscrito pero no participó                                        |
| Sin color | INJ - Lesionado                                                         |
| Sin color | EX - Excluido                                                           |
| Estado    | Resultado                                                               |
| Negrita   | Pole position                                                           |
| Cursiva   | Vuelta rápida                                                           |
| †         | Abandona, pero clasifica al completar el porcentaje requerido para ello |